# Gilbert (cantor)
Abraham Gilbert Stein, conhecido simplesmente como Gilbert (Cairo, 20 de dezembro de 1947) é um cantor, compositor, instrumentista musical, ator e radialista egípcio radicado no Brasil. É filho de um jornalista austríaco e de uma síria.

## Trajetória
Quando tinha 10 anos, sua família deixou o Egito e foi para Marselha de navio, e de trem para Paris na França.
Veio morar definitivamente no Brasil em 1964, onde estudou violão com Paulinho Nogueira, passando a se interessar por jazz e bossa nova.
Sua carreira começa pelo cinema, cantando o tema do filme Emmanuelle, em 1971. Em meados dos anos 70, fez sucesso com "Sans Amour", tema da primeira versão da telenovela brasileira A Viagem.
Participou do I Festival Internacional da Canção e venceu o Festival de Parque Del Plata, Uruguai, com "Perdona me".
Em 2002, gravou a música de abertura da novela das nove Esperança, da Rede Globo, em parceria com a italiana Laura Pausini e o espanhol Alejandro Sanz. Nessa mesma trama, fez o papel do judeu Ezequiel, pai da personagem interpretada por Ana Paula Arósio, a qual fazia par romântico com o ator Reynaldo Gianechini.
Foi entrevistado em 6 de maio de 2011 por Marco Camargo no programa Entrevista Record Música.
Dentre muitas de suas apresentações memoráveis, em 14 de julho de 2018 (dia que ficou marcado na história pela Tomada da Bastilha, marco inicial da Revolução Francesa e, até hoje, feriado nacional no país), o cantor se apresentou no palco centenário do Teatro Amazonas, com um repertório só com canções de amor em francês. 
Conduziu durante mais de 30 anos o programa "Chansons D'Amour", sendo a mais recente passagem na Rádio Bandeirantes, onde divulgava a música francesa.
Gilbert é sogro do também cantor Maurício Manieri, casado com sua filha Izabelle.
Recebeu a condecoração Ordre des Arts et des Lettres (Ordem das Artes e das Letras) do Governo Francês por sua contribuição para a cultura francesa, tornando-o Chevalier (Cavaleiro), honraria também concedida à outros artistas de destaque mundial, dentre eles: Céline Dion, George Clooney, Jim Carrey,  Leonardo DiCaprio, David Guetta, André Rieu, Sting e Shakira. 

## Discografia
Álbuns
- 2002 - Esperança - Hatikva
- 2003 - d'Amour

Coletâneas
- 2002 - Trilha sonora nacional de Esperança (Novela)
- 2002 - Trilha sonora internacional de Esperança (Novela)

## Trabalhos como ator
Televisão
- 2002 - Esperança - Ezequiel
- 2004 - A Escrava Isaura - Promotor
- 2005 - Mad Maria - Antônio
- 2006 - Cidadão Brasileiro - Edouard Girard
- 2007 - O Segredo da Princesa Lili - Rei Frederico